# جين كيونغ هونغ
جين كيونغ هونغ (بالكورية: 홍진경)‏ هي رائدة أعمال ومضيفة وممثلة كوميدية وممثلة كورية جنوبية. ولدت يوم 23 ديسمبر 1977 في سول في كوريا الجنوبية.

## روابط خارجية
- جين كيونغ هونغ على موقع IMDb (الإنجليزية)